# Kinugasa Hayao
Kinugasa Hayao (jp. 衣笠 駿雄; * 2. Februar 1915; † 11. Februar 2007) diente in der Kaiserlichen Japanischen Armee und war einer der wenigen ehemaligen Offiziere der Kaiserlichen Armee, die sich den Bodenselbstverteidigungsstreitkräften (rikujō jieitai, englisch JGSDF) und deren Vorgängertruppe, der Nationalen Polizeireserve (警察予備隊 keisatsu yobitai, englisch National Police Reserve), anschlossen. Im Laufe seiner Karriere diente er in der Generalstabskonferenz (統合幕僚会議 tōgō bakuryō kaigi, englisch Joint Staff Council) der Selbstverteidigungskräfte (jieitai, englisch JSDF) und war der erste Kommandeur der 1. Luftlandebrigade (第1空挺団 daiichi kūteidan, englisch 1st Airborne Brigade), bevor er sich ins Private zurückzog.

## Militärische Karriere
Er wurde am 2. Februar 1915 in der Präfektur Hyōgo geboren und besuchte ab 1936 die Militärakademie der Armee in Narashino, die er 1941 abschloss. Im Jahr 1942 war Hayao Ausbilder an der Heeresoffizierschule. Im Jahr 1943 wurde er zum Major befördert und war von 1944 bis 1945 dem Daihon’ei zugeteilt, dem gemeinsamen Generalstab von Heer/Armee und Marine (englisch Imperial General HQ).
Nach Auflösung des Kaiserlich Japanischen Heeres trat er mit anderen Angehörigen 1951 in die Nationale Polizeireserve ein. Im Jahr 1954 war er maßgeblich an der Aufstellung der 1. Luftlandebrigade beteiligt und bildete diese bis 1955 aus. Im Jahr 1957 wurde er zum Hauptmann befördert und 1958 schließlich zum ersten Kommandeur dieser Einheit.
Später wurde Hayao von 1959 bis 1960 den Bodenselbstverteidigungsstreitkräften zugeteilt. Schließlich wurde er zum Ausbilder an der japanischen Luftfahrtschule ernannt und war Kommandeur der 3. Infanteriedivision, welcher der Zentralarmee unterstellt ist.
Im Jahr 1969 wurde er zum Stellvertretenden Generalstabschef ernannt, bevor er schließlich 1971 zum 9. Generalstabschef ernannt wurde. Er nahm 1973 seinen Abschied.

## Leben
Im Jahr 1985 wurde Hayao für seine Verdienste in den Japanischen Selbstverteidigungsstreitkräften mit dem Orden des Heiligen Schatzes ausgezeichnet. Nachdem er jahrelang von der japanischen Gesellschaft zurückgezogen gelebt hatte, starb er schließlich am 11. Februar 2007 an Herzversagen. Er wurde 91 Jahre alt.